# 小行星8842
小行星8842（英語：8842）是一颗围绕太阳公转的小行星。1990年5月20日，罗伯特·H·麦克诺特在赛丁泉山发现了此天体。
这颗小行星的绝对星等为208.0487788018831等。